# Nina Kokkalidou-Nachmia
Nina Kokkalidou-Nachmia (gr. Νίνα Κοκκαλίδου-Ναχμία; ur. 1920 w Atenach, zm. 12 czerwca 2002 w Salonikach) – grecka pisarka i dziennikarka.

## Życiorys
Urodziła się w Atenach. Studiowała prawo na Uniwersytecie w Atenach, ale nie ukończyła studiów. Podczas II wojny światowej walczyła w greckim ruchu oporu. Debiutowała w 1945 roku. Po II wojnie światowej w 1955 roku mieszkała w Salonikach i o tym opowiada w książce Από το Λίβα στο Βαρδάρη. Prowadziła audycje w publicznym radiu. Pisała artykuły do gazet i czasopism Μακεδονία, Θεσσαλονίκη, Επιλογές i Γυναίκα. Pierwszą powieść H κοιλάδα με τους Αμπουλες wydała w 1963 roku. Pisała również wiersze i opowiadania dla dzieci. Jej książka Τι νέα κύριε γάτε; została przetłumaczona na język polski przez Ewę T. Szyler i wydana przez Naszą Księgarnię w 1990 roku pod tytułem Co nowego panie kocie?.

## Wybrane utwory
- 1972 – Τηλεφωνικό κέντρο
- 1984 – Τι νέα κύριε γάτε; (Co nowego panie kocie?)[3]
- 1987 – Διά χειρός
- 1989 – Άγονη γραμμή
- 1990 – Η κοιλάδα με τους άμπουλες
- 1992 – Ο έρωτας των ασεβών
- 1993 – Τσαγκαροδευτέρα
- 1994 – Οι καληώρες και άλλα τινά
- 1995 – Όταν οι Έλληνες γιορτάζουν
- 1997 – Εξ Ιονίου πελάγους
- 1998 – Από το Λίβα στο Βαρδάρη
- 2000 – Εάν δεν είσθε ό,τι είσθε, τι.